# Medycyna rodzinna
Medycyna rodzinna – priorytetowa dziedzina medycyny zajmująca się kwestiami zagwarantowania wszystkim członkom rodziny, będącej pod opieką lekarza rodzinnego, kompleksowej opieki medycznej. Za początek medycyny rodzinnej w Polsce uznaje się dzień 23 czerwca 1992, gdy odbyło się spotkanie założycielskie Kolegium Lekarzy Rodzinnych w Polsce. W Polsce konsultantem krajowym medycyny rodzinnej od 19 lutego 2020 jest dr hab. n. med. Agnieszka Mastalerz-Migas.

## Lekarz rodzinny w Polsce

### Zadania lekarza rodzinnego
Lekarz rodzinny jest lekarzem specjalistą, którego rolą jest sprawowanie podstawowej opieki zdrowotnej. W swojej codziennej pracy zajmuje się wszystkimi problemami zdrowotnymi, niezależnie od wieku oraz płci. Dodatkowo odpowiada za efektywne wykorzystanie zasobów całego systemu opieki zdrowotnej poprzez koordynowanie opieki poprzez m.in. konsultację z lekarzami pracującymi w Ambulatoryjnej Opiece Specjalistycznej (AOS), a także kierowanie pacjentów do diagnostyki i leczenia w placówkach specjalistycznych (szpitale).
Zasadniczą funkcją medycyny rodzinnej jest odpowiedzialność za zdrowie lokalnej społeczności poprzez zajmowanie się profilaktyką, diagnostyką oraz leczeniem chorób, zarówno ostrych, jak i przewlekłych. Medycyna rodzinna wymaga podejścia holistycznego do pacjenta, z uwzględnieniem jego osoby jako całości wraz z jego rodziną, otoczeniem i całą społecznością.

### Uprawnienia
Lekarz rodzinny w polskim systemie powszechnego ubezpieczenia zdrowotnego (NFZ) uprawniony jest do bezpłatnego udzielania świadczeń medycznych figurujących na liście świadczeń gwarantowanych POZ (POZ to podstawowa opieka zdrowotna). W ramach świadczeń NFZ odpłatnie wolno lekarzowi udzielać tylko niektórych świadczeń spoza listy świadczeń gwarantowanych. Lekarz rodzinny w ramach NFZ samodzielnie diagnozuje i leczy choroby, które wedle aktualnej wiedzy medycznej mogą być zdiagnozowane za pomocą badania lekarskiego i badań dodatkowych z listy badań gwarantowanych POZ. 

#### Często spotykane świadczenia niegwarantowane w ramach POZ
- Zaświadczenie dla celów sanitarno-epidemiologicznych (dawniej: wpis do książeczki zdrowia)
- Zaświadczenie dla celów orzekania o rencie
- Orzekanie w zakresie sportu dzieci i młodzieży niebędące orzekaniem dotyczącym przynależności do kategorii zajęć WF
- Zaświadczenia do celów rekrutacji do uczelni wyższych
- Zaświadczenia o zdolności do odbycia testów sprawnościowych do Policji

#### Zaświadczenia z Ambulatoryjnej Opieki Specjalistycznej
- Zaświadczenie od lekarza AOS nie jest konieczne do leczenia pacjenta, a zwłaszcza do wystawiania refundowanych leków, jeżeli lekarz rodzinny jest w stanie przeprowadzić i poprawnie udokumentować rozpoznanie choroby.
- Zaświadczenie od lekarza AOS jest niezbędne do leczenia i refundacji leków dotyczących choroby, której nie można według aktualnej wiedzy zdiagnozować w warunkach Podstawowej Opieki Zdrowotnej.

#### Skierowania
Lekarz rodzinny kieruje pacjenta (tj. wystawia skierowanie) do lekarza AOS lub do szpitala wtedy gdy
- wyczerpał możliwości terapeutyczne i/lub diagnostyczne dostępne w POZ,
- stan kliniczny pacjenta wymaga leczenia w warunkach szpitalnych.

Raz wystawione skierowanie do szpitala lub poradni AOS ważne jest dopóty, dopóki obecny jest powód skierowania. Wielokrotnie spotykany pogląd o ważności skierowania tylko w danym roku kalendarzowym jest nieprawdziwy. Po konsultacji w AOS lub szpitalu każde kolejne skierowanie do innego specjalisty AOS lub szpitala a związane z pierwotnym skierowaniem lekarza POZ wystawiane jest przez lekarza AOS. Lekarz rodzinny, kierując pacjenta do lekarza AOS lub szpitala, załącza do skierowania wyniki badań potwierdzających wstępne rozpoznanie oraz dodatkowe informacje o pacjencie, takie jak lista przyjmowanych leków, skrót historii choroby, lista chorób przewlekłych, itp. Skierowanie na wszelkie dodatkowe badania na potrzeby poradni AOS lub szpitala wystawia lekarz, któremu te badania są niezbędne do leczenia.

##### Przykładowe sytuacje
- Lekarz kardiolog wystawia skierowanie do poradni pulmonologicznej jeżeli po konsultacji uważa, że pacjent musi być skonsultowany przez pulmonologa.
- Lekarz gastrolog wystawia skierowanie do szpitala na dalsze leczenie na oddziale kardiologicznym.
- Lekarz prowadzący oddziału pulmonologicznego wystawia skierowanie do poradni kardiologicznej na planową konsultację.
- Lekarz prowadzący oddziału kardiologicznego wystawia skierowanie na planowy zabieg na oddziale kardiologicznym.
- Lekarz rodzinny wystawia kolejne skierowanie do kardiologa AOS pacjentowi leczonemu wcześniej z powodu nadciśnienia tętniczego, jeżeli podejrzewa u niego chorobę niedokrwienną serca wymagającą dodatkowej diagnostyki w poradni kardiologicznej.
- Lekarz nefrolog wystawia skierowanie na badania laboratoryjne, z którymi pacjent ma się stawić na planowy pobyt w szpitalu na oddziale nefrologicznym.

### Finansowanie lekarza rodzinnego

#### Kapitacja
Lekarz rodzinny obejmuje opieką pacjentów zadeklarowanych na tzw. „listę aktywną” mieszczącą nie więcej niż 2750 osób, choć w uzasadnionych przypadkach za zgodą Narodowego Funduszu Zdrowia lista deklaracji może ulec powiększeniu. Za każdą zadeklarowaną osobę lekarz rodzinny otrzymuje stawkę kapitacyjną w wysokości ok. 150-170 zł rocznie – kwota ta ulega modyfikacji w przypadku objęcia opieką dzieci, osób starszych oraz mieszkańców domu pomocy społecznej.

#### Koszty
W ramach uzyskanej stawki kapitacyjnej lekarz rodzinny musi pokryć następujące wydatki:
- Koszty utrzymania lokalu i prowadzenia działalności medycznej
- Wynagrodzenie zatrudnionego personelu
- Koszty zleconych badań diagnostycznych
- Własne wynagrodzenie

### Lekarz rodzinny a lekarz POZ
W praktyce często stosuje się zamiennie określenia „lekarz rodzinny” i „lekarz POZ” mimo dużej różnicy między nimi – pierwsze jest określeniem wykształcenia (specjalizacji), drugie jest określeniem funkcji. Lekarzem rodzinnym jest wyłącznie lekarz specjalista medycyny rodzinnej, podczas gdy lekarzem POZ nazywany jest każdy lekarz pracujący w Podstawowej Opiece Zdrowotnej, a więc często także internista, pediatra, chirurg, ginekolog i każdy inny lekarz ze specjalizacją lub bez niej, który z różnego powodu nabył uprawnienia do pracy w POZ.

### Lekarz rodzinny a lekarz pierwszego kontaktu
Określenie „lekarz pierwszego kontaktu” jest częstym określeniem stosowanym zamiennie z „lekarz POZ”, choć z definicji „lekarz pierwszego kontaktu” to każdy lekarz, który jako pierwszy ma kontakt z pacjentem, np. lekarz pogotowia ratunkowego.

### Liczba lekarzy rodzinnych w POZ
Całkowita liczba lekarzy POZ szacowana jest na 22000. Liczba pracujących w POZ lekarzy posiadających specjalizację z medycyny rodzinnej wynosi 10200, co stanowi około 43%, przy czym tylko około połowa z nich ukończyła czteroletni program specjalizacji a pozostali - tzw. „krótkie ścieżki”, czyli przyspieszone weekendowe kursy specjalizacyjne trwające 3 lub 6 miesięcy dla lekarzy ze specjalizacją w medycynie ogólnej, pediatrii, internie, chirurgii i ginekologii. Wśród lekarzy rodzinnych ze specjalizacją w trybie „krótkiej ścieżki” od początku istnienia medycyny rodzinnej dominują lekarze interniści i pediatrzy.

### Organizacje lekarzy medycyny rodzinnej

#### Kolegium Lekarzy Rodzinnych w Polsce
„KLRwP powstało w celu opracowania strategii wdrożenia instytucji lekarza rodzinnego do systemu ochrony zdrowia w Polsce. Wśród 34 założycieli Kolegium znaleźli się m.in. parlamentarzyści ze śp. Senator Zofią Kuratowską i Posłem Markiem Balickim, nauczyciele akademiccy z prof. Maciejem Latalskim, prof. Tadeuszem Tołłoczko, prof. Tadeuszem Chruścielem i doc. Rafałem Niżankowskim, czy wreszcie menedżerowie ochrony zdrowia i zwykli lekarze, na co dzień pracujący z pacjentami. Wzorem dla powstającego wówczas stowarzyszenia było Royal College of General Practitioners w Wielkiej Brytanii oraz podobne organizacje zrzeszające lekarzy rodzinnych w Europie, Kanadzie i Stanach Zjednoczonych. Obecnie KLRwP zrzesza 4 500 lekarzy rodzinnych. KLRwP, jako jedyna polska organizacja zrzeszająca lekarzy rodzinnych, w 1996, po blisko rocznym procesie oceny działalności zostało przyjęte do Światowej Organizacji Kolegiów i Stowarzyszeń Lekarzy Rodzinnych (WONCA).”

#### Grupa Rezydentów i Młodych Lekarzy Rodzinnych
„Naszym celem jest kształtowanie i rozwijanie naszych umiejętności jako lekarzy rodzinnych oraz aktywizację środowiska rezydentów i młodych lekarzy. Chcemy stwarzać możliwość realizacji potrzeb zarówno w trakcie szkolenia specjalizacyjnego jak też dalszej kariery zawodowej oraz zachęcić do starań o własny rozwój co ma służyć poprawie jakości świadczonych usług, kształtowaniu właściwego wizerunku lekarza rodzinnego, a co za tym idzie zwiększeniu naszej satysfakcji z wykonywanego zawodu. Podstawą uczestniczenia w aktywnościach i bycia członkiem Grupy Rezydentów i Młodych Lekarzy Rodzinnych jest przynależność do Kolegium Lekarzy Rodzinnych w Polsce.”

#### Polskie Towarzystwo Medycyny Rodzinnej
„Polskie Towarzystwo Medycyny Rodzinnej (PTMR) zostało utworzone w roku 1999. Towarzystwo jest organizacją interdyscyplinarną, zrzeszającą wszystkich zainteresowanych medycyną rodzinną, przede wszystkim lekarzy ze specjalizacją medycyny rodzinnej. Cele PTMR: upowszechnianie najnowszych osiągnięć naukowych w zakresie szeroko rozumianej medycyny rodzinnej oraz szerzenie postępu w tej dziedzinie, umożliwianie wymiany doświadczeń i informacji na temat medycyny rodzinnej, służenie jako płaszczyzna współpracy lekarzy podstawowej opieki zdrowotnej ze specjalistami różnych dyscyplin medycznych, inspirowanie lekarzy rodzinnych do stałego podnoszenia kwalifikacji zawodowych, zachęcanie lekarzy rodzinnych do twórczej pracy naukowej i rozpowszechnianie wyników ich badań, udział w opracowywaniu programów szkolenia, przepisów dotyczących medycyny rodzinne.”

#### Porozumienie Pracodawców Ochrony Zdrowia
„Porozumienie Pracodawców Ochrony Zdrowia [PPOZ], wcześniej Wielkopolskie Porozumienie Zielonogórskie, zapoczątkowało swoją działalność w 2003 roku i wcześniej wchodziło w skład założycielskich związków Federacji Porozumienie Zielonogórskie jako największy region. Związek Pracodawców Ochrony Zdrowia z siedzibą w Koninie został zarejestrowany 5 marca 2004 roku w Poznaniu. Struktura związku obejmuje pięć byłych województw Wielkopolski tj. pilskie, leszczyńskie, kaliskie, konińskie, poznańskie. Utworzone oddziały regionalne, reprezentowane są przez przedstawicieli prezesów. Najmniejszą jednostką organizacyjną PPOZ jest powiat. Powiatów w Wielkopolsce jest 31. Do organizacji należy 500 praktyk lekarzy rodzinnych, czyli ok. 3000 lekarzy, co stanowi około 90% zapotrzebowania Wielkopolski na lekarzy rodzinnych.”

#### Federacja Porozumienie Zielonogórskie
„Federacja ma na celu ochronę praw i reprezentowanie interesów swoich członków wobec dysponentów publicznych i prywatnych środków przeznaczonych na finansowanie usług medycznych, związków zawodowych, organów władzy i administracji państwowej, organów samorządu terytorialnego oraz innych organizacji. Zadaniem Federacji jest: występowanie w interesie i na rzecz swoich członków, działanie na rzecz tworzenia i utrzymywania spokoju społecznego w stosunkach pracy, oddziaływanie na kształtowanie polityki zdrowotnej i ustawodawstwa dotyczącego interesów członków Federacji, wspieranie członków w prowadzeniu polityki w zakresie rokowań warunków umów z dysponentami publicznych i prywatnych środków przeznaczonych na finansowanie usług medycznych, kształcenie zrzeszonych pracodawców w sferze zarządzania, organizacji pracy, w sferze stosunków pracy oraz ustawicznego podnoszenia jakości usług, prowadzenie studiów i badań rynkowych na rzecz członków Federacji, integracja i ułatwienie współpracy pomiędzy członkami Federacji, rozwój niepublicznej opieki zdrowotnej oraz wspieranie prywatyzacji w ochronie zdrowia, budowanie wzajemnych więzi pomiędzy członkami Federacji a pacjentami korzystającymi z systemu ochrony zdrowia, wspieranie działań mających na celu podnoszenie poziomu opieki zdrowotnej i jej rozwój, ochrona prawna członków Federacji.”

### Szkolenie specjalizacyjne
„Celem kształcenia specjalizacyjnego jest przygotowanie kompetentnych lekarzy rodzinnych, zdolnych zapewnić podstawową, ciągłą i całościową opiekę medyczną zarówno poszczególnym osobom, rodzinom, jak i danej społeczności lokalnej. 
Oczekuje się, że w dążeniu do osiągnięcia tego celu, lekarz w trakcie specjalizacji opanuje pełny zakres wymaganej wiedzy medycznej oraz nabędzie niezbędnej biegłości w zakresie wymaganych umiejętności praktycznych, nakreślonych przez niniejszy program specjalizacji. 
Ponadto celem studiów specjalizacyjnych jest doskonalenie osobowości specjalizującego się lekarza, poszerzania i pogłębiania wiedzy teoretycznej i umiejętności praktycznych, wprowadzania nowych osiągnięć do praktyki lekarskiej i dzielenia się swoim doświadczeniem zawodowym poprzez publikacje i udział w konferencjach medycznych.”
Jako specjalizacja medycyna rodzinna trwa cztery lata (dla lekarzy, którzy nie posiadają określonej innej specjalizacji), z czego około połowa szkolenia odbywa się w jednostkach szpitalnych i AOS. Dyplom specjalisty medycyny rodzinnej uznawany jest w krajach Unii Europejskiej i upoważnia do pracy w opiece podstawowej (Primary Care) jako lekarz rodzinny (General Practitioner).

#### Program szkolenia specjalizacyjnego
Poniżej przedstawiono program szkolenia specjalizacyjnego dla lekarzy nieposiadających innej specjalizacji (aktualizacja wiosna 2023):
- staż podstawowy w zakresie medycyny rodzinnej pod opieką doświadczonego lekarza rodzinnego w systemie mistrz - uczeń – 99 tygodni (495 dni roboczych),
- staż kierunkowy w zakresie chorób wewnętrznych – 13 tygodni (65 dni roboczych),
- staż kierunkowy w zakresie diabetologii – 4 tygodnie (20 dni),
- staż kierunkowy w zakresie kardiologii – 4 tygodnie (20 dni),
- staż kierunkowy w zakresie pediatrii – 21 tygodni (105 dni), z czego 4 tygodnie w Izbie Przyjęć Pediatrycznej,
- staż kierunkowy w zakresie chirurgii ogólnej – 3 tygodnie (15 dni),
- staż kierunkowy w szpitalnym oddziale ratunkowym – 4 tygodnie (20 dni),
- staż kierunkowy w zakresie neonatologii – 2 tygodnie (10 dni),
- staż kierunkowy w zakresie psychiatrii – 3 tygodnie (15 dni),
- staż kierunkowy w zakresie geriatrii – 2 tygodnie (10 dni),
- staż kierunkowy w zakresie dermatologii – 2 tygodnie (10 dni),
- staż kierunkowy w zakresie otorynolaryngologii – 2 tygodnie (10 dni),
- staż kierunkowy w zakresie medycyny paliatywnej – 4 tygodnie (20 dni).

Na szkolenie w dziedzinie medycyny rodzinnej składają się także następujące kursy specjalizacyjne:
- „Wprowadzenie do specjalizacji w medycynie rodzinnej” – 5 dni,
- „Komunikacja lekarz – pacjent oraz zapobieganie wypaleniu zawodowemu” – 5 dni,
- „Opieka nad pacjentem na różnych etapach życia” – 5 dni,
- „Szczepienia dzieci i dorosłych” – 3 dni,
- „Badania diagnostyczne w POZ”– 5 dni,
- „Opieka nad pacjentem geriatrycznym” – 2 dni,
- „Problemy psychiatryczne i neurologiczne w praktyce lekarza rodzinnego" – 2 dni,
- „Leczenie bólu o różnym podłożu. Leczenie ran” – 3 dni,
- "Onkologia dla lekarzy rodzinnych z elementami opieki paliatywnej" – 3 dni,
- „Postępowanie w nadwadze i otyłości” – 2 dni,
- „Wybrane problemy w medycynie rodzinnej: choroby zakaźne, okulistyka, stomatologia” – 5 dni,
- „Stany nagłe, zatrucia i zagrożenia życia w medycynie rodzinnej” – 5 dni,
- „USG w medycynie rodzinnej” – 3 dni,
- "Orzecznictwo lekarskie" – 3 dni,
- "Profilaktyka i promocja zdrowia" – 2 dni,
- Kurs atestacyjny (podsumowujący): „Medycyna rodzinna” – 5 dni.